# Hérisson
Hérisson település Franciaországban, Allier megyében. Lakosainak száma 564 fő (2022. január 1.). Hérisson Le Brethon, Louroux-Bourbonnais, Saint-Caprais, Vallon-en-Sully, Venas és Haut-Bocage községekkel határos.

## Népesség
A település népességének változása:
| Lakosok száma | 1043 | 872  | 801  | 679  | 645  | 633  | 622  | 620  | 601  | 564  |
|               | 1968 | 1982 | 1990 | 2006 | 2013 | 2015 | 2017 | 2019 | 2020 | 2022 |